# L'Agulla Grossa (Santa Maria de Miralles)
L'Agulla Grossa és una muntanya de 846 metres que es troba al municipi de Santa Maria de Miralles, a la comarca de l'Anoia. Forma part de la Serra de Miralles.